# Gare de Montlaur
La gare de Montlaur est une gare ferroviaire française, de la ligne de Bordeaux-Saint-Jean à Sète-Ville, située au passage à niveau de la route de Longagno (D31) sur le territoire de la commune de Montlaur, dans le département de la Haute-Garonne, en région Occitanie.
Elle est mise en service en 1857 par la Compagnie des chemins de fer du Midi et du Canal latéral à la Garonne. C'est une halte ferroviaire de la Société nationale des chemins de fer français (SNCF), desservie par des trains TER Occitanie circulant entre Toulouse-Matabiau, Carcassonne et Narbonne.

## Situation ferroviaire
Établie à 158 m d'altitude, la gare de Montlaur est située au point kilométrique (PK) 275,156 de la ligne de Bordeaux-Saint-Jean à Sète-Ville, entre les gares d'Escalquens et de Baziège.

## Histoire
La Compagnie des chemins de fer du Midi et du Canal latéral à la Garonne met en service la section de Toulouse à Béziers et la gare de Montlaur le 22 avril 1857. En 1858, Montlaur est la 47e station du chemin de fer de Bordeaux à Cette, elle dessert ce village de 712 habitants, située à 10 km de Toulouse, 270 km de Bordeaux et 201 km de Cette.
En 2011, l'ancien bâtiment voyageurs est toujours présent, il est devenu une propriété privée.

## Fréquentation
En 2014, selon les estimations de la SNCF, la fréquentation annuelle de la gare était de 3 308 voyageurs.
De 2015 à 2022, selon les estimations de la SNCF, la fréquentation annuelle de la gare s'élève aux nombres indiqués dans le tableau ci-dessous :
| Année           | 2015  | 2016  | 2017  | 2018  | 2019  | 2020  | 2021  | 2022  | 2023  |
| --------------- | ----- | ----- | ----- | ----- | ----- | ----- | ----- | ----- | ----- |
| Voyageurs seuls | 3 554 | 3 845 | 3 700 | 2 600 | 3 826 | 2 656 | 3 822 | 3 565 | 3 902 |

## Service des voyageurs

### Accueil
Halte SNCF, c'est un point d'arrêt non géré (PANG) à entrée libre.
Le passage d'un quai à l'autre se fait par le passage à niveau de la route de Longagno.

### Desserte
Montlaur est desservie par des trains régionaux TER Occitanie qui effectuent des missions entre les gares de Toulouse-Matabiau et de Narbonne, à raison de 3 trains par jour et par sens en semaine, uniquement aux heures de pointe et dans le sens de la pointe. Le temps de trajet est d'environ 20 minutes depuis Toulouse-Matabiau et 1 heure 20 minutes depuis Narbonne.

### Intermodalité
Le parking des véhicules est possible de chaque côté des voies.